# Conti di Urgell

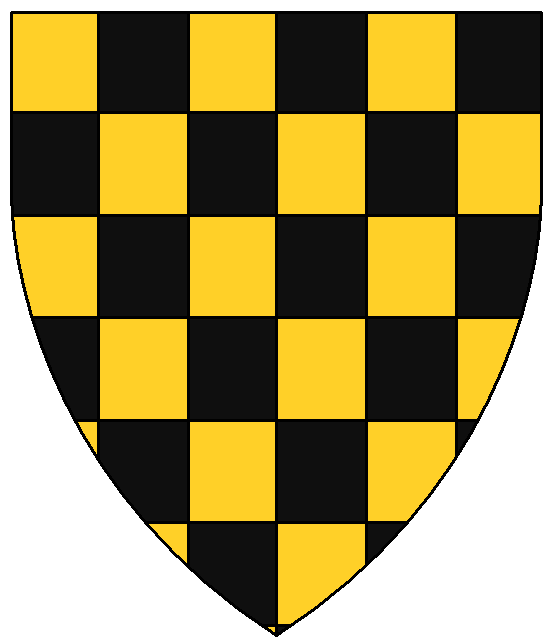
Armi dei conti d'Urgell: scaccato d'oro e nero.

L'Urgell è una delle contee storiche catalane, confinante con le contee di Pallars e di Cerdagna, situata tra i Pirenei e la taifa di Lleida.

## Ca. 798-870 Conti di nomina carolingia
- 798-820 Borrell, conte di Urgell e di Cerdagna
- 820-824 Aznar I Galíndez, conte di Aragona, gli fu data la contea di Borrell quando fu esiliato dall'Aragona
- 824-834 Galindo
- 834-848 Sunifredo I
- 848-870 Salomone

## 870-992 Conti della casa di Barcellona
- 870-897 Goffredo il Villoso, conte di Barcellona, Gerona-Osona e di Urgell-Cerdagna
- 898-948 Sunifredo II, nato dopo l'897
- 948-966 Mirò II, nato ca. 940, assieme al fratello, Borrell II, anche conte di Barcellona, Girona, Osona
- 966-30 settembre 993 Borrell II, anche conte di Barcellona, Girona, Osona

## 992-1213 Conti della casa di Barcellona-Urgell
- 993-1º settembre, 1010 Ermengol I detto el de Còrdova ("quello di Corboba"), nato nel 975, ucciso in battaglia a Cordova in 1010
- 1010-1038 Ermengol II el Peregrí ("il Pellegrino"), nato nel 1009, morto durante un pellegrinaggio a Gerusalemme, 1038
- 1038-1065 Ermengol III el de Barbastre=Barbastro, France Barbazan nato ca. 1033, ucciso a Barbastro nel febbraio o marzo 1065
- 1065-11 marzo, 1092 Ermengol IV el de Gerp ("di Gerp"), nato ca. 1056
- 1092-1102 Ermengol V el de Mayeruca ("di Mayeruca"), nato ca. 1075, morto in combattimento a Mollerussa (Mayeruca nelle cronache dell'epoca)
- 1102-1153/1154 Ermengol VI el de Castella ("il Castigliano"), nato 1096
- 1153/1154-1184 Ermengol VII el de València ("il Valenciano")
- 1184-1208/1209 Ermengol VIII el de Sant Hilari ("di Sant Hilari")
- 1208/1209-1231 contessa Aurembiaix, sotto la regenza di Pietro II d'Aragona, sino al 1212, poi governò la madre, Elvira Perez, sino al 1220 circa, poi solo contessa titolare sino al 1228, infine contessa effettiva

## 1213-1228 Conti della casa di Cabrera
- 1213-1228 Guerau I di Urgell, IV di Cabrera (usurpatore del titolo)

## 1231-1231 Conti della casa di Borgogna
- 1231-1231 Pietro I (marito della contessa Aurembiaix), figlio di Sancho I del Portogallo

## 1231-1236 Conti della casa di Barcellona
- 1231-1236 Re Giacomo I d'Aragona avocò a sé la contea, mentre a Pietro I, nel 1231, era stato concesso il feudo di Maiorca a vita.

## 1236-1314 Conti della casa di Cabrera
- 1236-1243 Ponzio I
- 1243 Ermengol IX

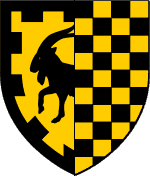
Armi della dinastia di Cabrera

- 1243-1268 Álvaro el Castellà ("il Castigliano")
- 1268-1314 Ermengol X

## 1314-1413 Conti della Casa d'Aragona

Arma della dinastia di Aragona-Urgell

- 10 novembre 1314-1327 Teresa di Entenza con il marito, Alfonso futuro re d'Aragona, morto nel 1366
- 1327-1347 Giacomo I di Urgell, principe di Aragona, nato il 1321, avvelenato a Barcellona il 1347
- 1347-1408 Pietro II di Urgell, nato 1340, morto a Balaguer, 1408
- 1408-31 ottobre 1413 Giacomo II di Urgell. Quando Martino I di Aragona, re della Corona d'Aragona, morì, Giacomo fu uno dei candidato alla corona, ma col compromesso di Caspe fu preferito Ferdinando di Antequera. Giacomo si ribellò e il 30 ottobre 1413 fu costretto ad arrendersi al re. La contea di Urgell fu annessa alla Corona d'Aragona e il conte Giacomo morì in prigione nel castello di Xàtiva il 1º giugno 1433. A quest'ultimo fa forse riferimento Antonio García Gutiérrez (1813-1884), nel suo dramma in prosa e in versi El Trovador, da cui prese spunto Salvadore Cammarano per il libretto de Il trovatore di Giuseppe Verdi (1852).